# São João Batista
São João Batista – miasto i gmina w Brazylii, w stanie Santa Catarina. Znajduje się w mezoregionie Grande Florianópolis i mikroregionie Tijucas. 

## Urodzeni w São João Batista
- Jucilei da Silva – piłkarz